# Colle della Forclaz
Il colle della Forclaz (in francese col de la Forclaz, in arpitano col de la Forclla) è un valico alpino nel Canton Vallese in Svizzera. Collega Martigny e Chamonix in Francia, anche se il colle è situato in territorio svizzero.
Il passaggio era poco conosciuto fino al XIX secolo. Con l'aumento del turismo e con la popolarità di Chamonix è diventato un importante colle di collegamento.

## Storia
Il passaggio sul colle era originariamente una mulattiera che collegava Martigny alla Francia.
La costruzione della strada iniziò nel 1827. Fino al 1920 la strada fu aperta esclusivamente ai trasporti pubblici.

## Situazione odierna
Oggi si tratta di un collegamento importante tra le zone turistiche intorno al Monte Bianco. Sul passo si trovano un ristorante e un negozio.
Il colle è generalmente aperto durante l'inverno, eccetto in caso di forti nevicate. Quando è chiuso, per recarsi da Martigny a Chamonix occorre fare una lunga deviazione fino al lago di Ginevra.